# Puigsentrell
El Puigsentrell és una muntanya de 1.106 metres que es troba al municipi de Ripoll, a la comarca catalana del Ripollès.